# Gregorio Melara
Gregorio Melara (Usulután, alcaldía mayor de San Salvador, Capitanía General de Guatemala c. 1760s - Fortaleza de San Fernando de Omoa, intendencia de Comayagua, Capitanía General de Guatemala 1820) fue uno de los principales líderes del motín independentista ocurrido en Usulután en 1811, y que participaría en el segundo movimiento independentista de San Salvador en 1814, razón por la cual sería encarcelado en ambas ocasiones, falleciendo de malaria en el Castillo de Omoa. Uno de sus bisnietos sería el poeta salvadoreño Francisco Gavidia.

## Biografía
Gregorio Melara nació en Usulután, alcaldía mayor de San Salvador, Capitanía General de Guatemala por la década de 1760s. Se dedicaría al comercio de pequeñas industrias; contraería matrimonio con Isabel de Castro, con quien procrearía dos hijos llamados Isabel y Calixto; y sería buen amigo del prócer independentista Juan Manuel Rodríguez.
El 16 de noviembre de 1811, impulsado por el primer movimiento independentista de San Salvador, y junto a sus hermanos Juan José y Miguel, reuniría a varios pobladores (de los barrios La pulga y Cerro Colorado) en su casa, a donde les convencería de ponerse del lado de los manifestantes de San Salvador. Al día siguiente se produciría el motín que depondría al teniente subdelegado Ignacio Domínguez, nombrando en su lugar a José Francisco Perdomo. Luego de ello, los insurgentes saquearían las casas de Blas Murillo y Domingo Payés; y se acuartelarían en la parroquia de la población, con la autorización del párroco Francisco Peralta, y nombrarían a Gregorio Melara como representante para ir a San Salvador.
Las autoridades de San Vicente reaccionaría y enviarían un contingente a Usulután, que detendría el motín y llevarían cautivo a Gregorio Melara a las cárceles vicentinas; donde guardaría prisión hasta el siguiente año, cuando sería liberado gracias al indulto del 3 de marzo de 1812.
Se asentaría en San Salvador, donde participaría en el segundo movimiento independentista de 1814. Por lo que sería capturado el 26 de enero de ese año, y llevado a la cárcel de Guatemala; posteriormente sería transferido a la fortaleza de San Fernando de Omoa, donde fallecería de malaria por el año de 1820.